# Рудольф Ліпперт
Рудольф Ліпперт (нім. Rudolf Lippert; 29 жовтня 1900, Лейпциг — 1 квітня 1945, Білефельд) — німецький вершник і офіцер, генерал-майор вермахту. Чемпіон літніх Олімпійських ігор 1936, кавалер Лицарського хреста Залізного хреста.

## Біографія
28 червня 1918 року вступив в Імперську армію. Учасник Першої світової війни. Після демобілізації армії залишений в рейхсвері. Учасник літніх Олімпійських ігор 1928, на яких зайняв 4-те місце у кінному триборстві в командній першості, і 1936, на яких здобув золоту медаль у кінному триборстві в командній першості разом з Людвігом Штуббендорффом і бароном Конрадом фон Вангенгаймом, а також зайняв 6-те місце в особистій першості.
З 26 серпня 1939 року — командир 216-го розвідувального батальйону. 29 січня 1940 року відправлений у резерв ОКГ і відряджений в штаб комісара кінних справ при головнокомандувачі на Сході. З 20 червня 1940 року — командир 9-го розвідувального батальйону, з 8 грудня 1940 року — 15-го запасного кавалерійського полку, з 18 грудня 1940 року — 15-го навчального велосипедного полку. 1 січня 1943 року відправлений у резерв ОКГ. 22 січня відряджений в танкову школу Вюнсдорфа, 24 січня почав навчання. 11 лютого відряджений в 11-й навчальний танковий батальйон. 8 липня відряджений в групу армій «Південь» як запасний командир полку. З 25 серпня — тимчасовий командир танкового полку «Велика Німеччина». 4 вересня відправлений у резерв ОКГ і відряджений на курси командира танка Тигр-1 в Ерлангені. З 1 листопада 1943 року — командир 31-го танкового полку. 28 липня 1944 року відправлений у резерв ОКГ. З 16 жовтня 1944 року — командир 5-ї танкової дивізії. 5 лютого 1945 року здав командування через хворобу і покинув Курляндію. 1 квітня 1945 року під час поїздки на велосипеді натрапив на американських солдатів і поранений у груди, від чого того ж дня помер.

## Звання
- Фанен-юнкер (28 червня 1918)
- Фанен-юнкер-єфрейтор (9 грудня 1918)
- Фанен-юнкер-унтер-офіцер (25 грудня 1918)
- Фенріх (1 листопада 1921)
- Обер-фенріх (1 листопада 1922)
- Лейтенант (1 грудня 1922)
- Обер-лейтенант (1 листопада 1927)
- Ротмістр (1 травня 1934)
- Майор (1 грудня 1938)
- Оберст-лейтенант (1 жовтня 1941)
- Оберст (1 червня 1943)
- Генерал-майор (1 січня 1945)

## Нагороди
- Залізний хрест 2-го класу
- Почесний хрест ветерана війни з мечами
- Німецький кінний знак в золоті
- Золота медаль літніх Олімпійських ігор 1936
- Медаль «За вислугу років у Вермахті» 4-го, 3-го і 2-го класу (18 років)
- Медаль «У пам'ять 1 жовтня 1938»
- Застібка до Залізного хреста 2-го класу
- Залізний хрест 1-го класу
- Нагрудний знак «За участь у загальних штурмових атаках» (30 серпня 1940)
- Нагрудний знак «За поранення» в чорному (18 вересня 1941)
- Нагрудний знак «За танкову атаку»
- Лицарський хрест Залізного хреста (9 червня 1944)
- Нарукавна стрічка «Курляндія»